# Francisco Mendes
Francisco Mendes, nom de guerre: Chico Té, (7 februari 1939, Enxudé, Portugees Guinea - 7 juli 1978, Guinee-Bissau) was een Guinee-Bissause vrijheidsstrijder en politicus. Hij was de eerste premier van het land van 24 september 1973 tot zijn dood op 7 juli 1978.

## Levensloop
In 1956 werd de Partido Africano da Independência de Guiné e Cabo Verde (PAIGC) opgericht als bevrijdingsbeweging tegen het Portugese koloniale bewind in Portugees Guinea.  Francisco Mendes verliet de middelbare school rond 1960 om zich bij de PAIGC aan te sluiten. In 1962 werd hij politiek commissaris in  het gebied Bafatá.  Op 23 januari 1963 begon de PAIGC de gewapende strijd door een Portugees garnizoen in Tite (Quinara) aan te vallen. In de jaren 1963-1964 was Francisco Mendes politiek commissaris aan het Noordelijk Front. In 1964 trad hij toe tot het Politbureau van de PAIGC en werd in 1966 tot 1973 lid van PAIGC's krijgsraad in Madina de Boé. In 1967 werd hij benoemd tot afgevaardigde van de krijgsraad voor het Noordelijk Front.

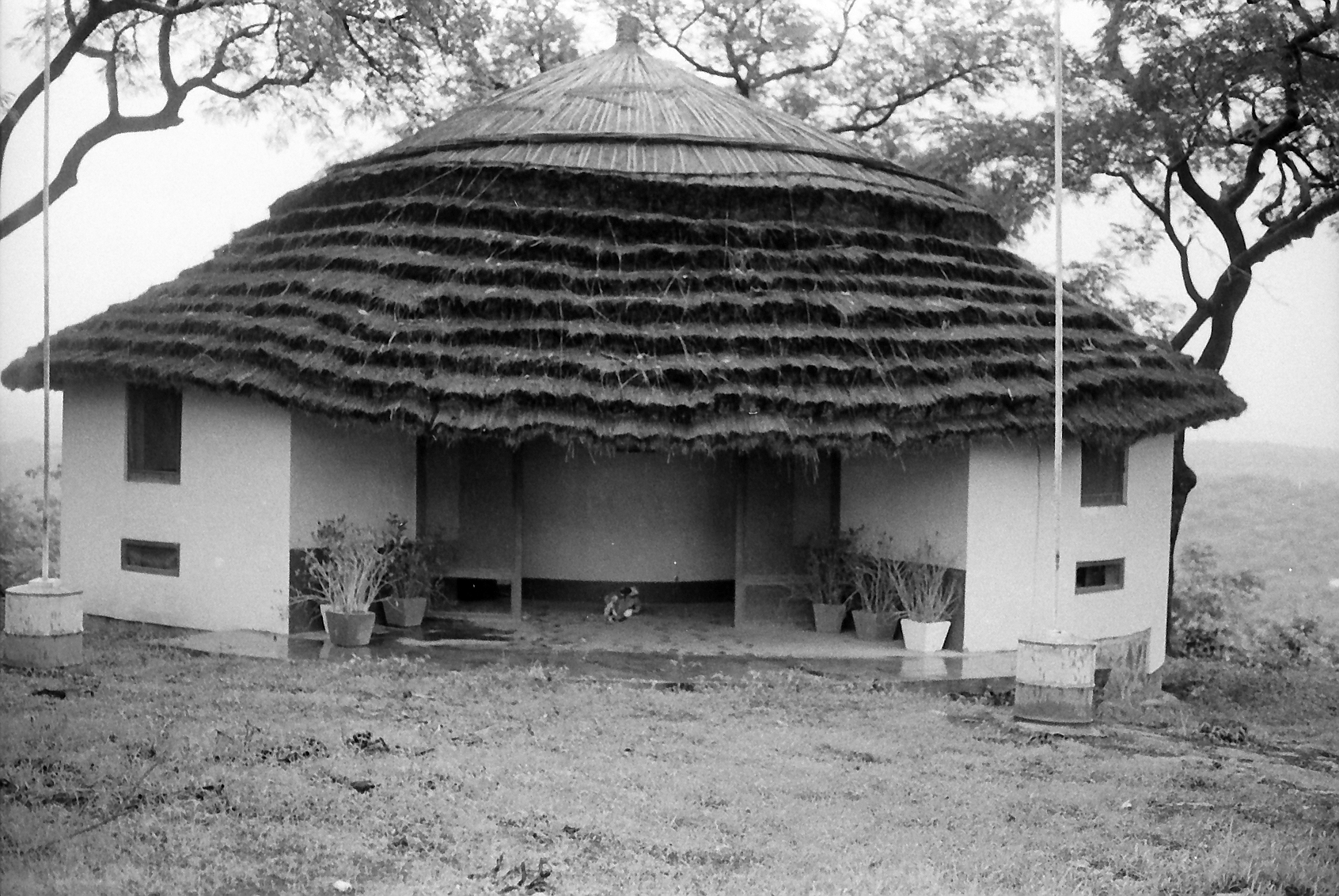
Monument ter herinnering aan het uitroepen van de onafhankelijkheid van Guinee-Bissau, Madina de Boé

### Premier
Na de eenzijdige afkondiging, door de PAIGC, van de onafhankelijkheid van Guinee-Bissau in het dorp Madina de Boé op 24 september 1973 werd Mendes benoemd tot premier van de Republiek Guinee-Bissau. Na onderhandelingen tussen Portugal en PAIGC begin 1974, erkende Portugal formeel de onafhankelijkheid van Guinee-Bissau nop 10 september 1974. De door de PAIGC geleide regering stond onder leiding van president Luís Cabral, halfbroer van de medeoprichter van de PAIGC, Amílcar Cabral, die op 20 januari 1973 vermoord was. Francisco Mendes werd verantwoordelijk voor een reeks ontwikkelingsprogramma's en een strategie van nationale verzoening.

### Overlijden
Op 7 juli 1978 overleed Francisco Mendes na een auto-ongeluk in de streek Bafatá. De oorzaak van het ongeluk wordt betwist. Een samenzwering tegen hem is een niet-bewezen theorie. Mendes was een groot voorstander van de eenheid tussen Kaapverdië en Guinee-Bissau. Anderen binnen de partij waren kritisch over de dominantie in de partij van Guinee-Bissauers van Kaapverdiaanse oorsprong. Deze controverse zou ook een van de oorzaken zijn van de staatsgreep die in 1980 in Guinee-Bissau plaatsvond.